# Lloyd Nolan
Lloyd Nolan, född 11 augusti 1902 i San Francisco, Kalifornien, död 27 september 1985 i Los Angeles, var en amerikansk skådespelare.
Nolan har en stjärna på Hollywood Walk of Fame för insatser inom television vid adressen 1752 Vine Street.

## Filmografi i urval
- 1937 – Unga läkare
- 1940 – Nattens vargar
- 1940 – Med polisen i hälarna
- 1945 – Det växte ett träd i Brooklyn
- 1945 – Huset vid 92:dra gatan
- 1946 – Jagad i natten
- 1947 – Kvinnan i sjön
- 1948 – Gatan utan namn
- 1953 – SOS - vi nödlandar
- 1957 – En handfull snö
- 1957 – Lek i mörker
- 1960 – Porträtt i svart
- 1967 – Dubbelgångaren
- 1968 – Polarstation Zebra svarar ej
- 1968 – Julia (TV-serie) (1968-1971)
- 1970 – Airport – flygplatsen
- 1974 – Jordbävningen
- 1986 – Hannah och hennes systrar